# Bobby Unser
Robert William "Bobby" Unser, född 20 februari 1934 i Colorado Springs, Colorado, död 2 maj 2021 i Albuquerque, New Mexico, var en amerikansk racerförare. Han är bror till Al Unser och Jerry Unser, far till Robby Unser och farbror till Al Unser, Jr. och Johnny Unser.

## Racingkarriär

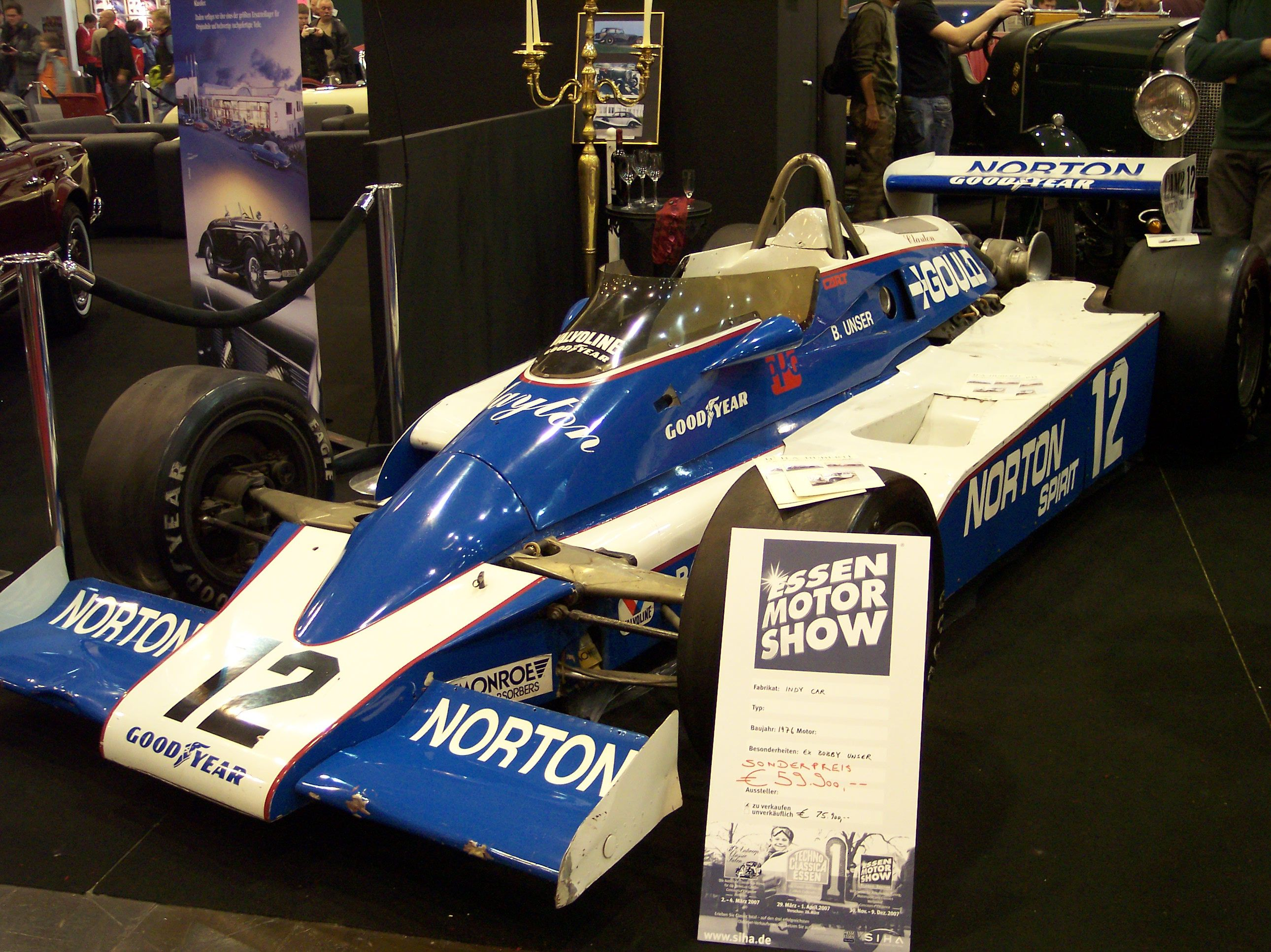
Bobby Unsers Indy500 Penske-Cosworth från 1976.

Unser körde i USAC Indycar samt i Indianapolis 500 1963-1981 och vann där loppen 1968, 1975 och 1981. Han körde två formel 1-lopp säsongen 1968 för BRM.
Bobby Unser är förutom i nationella Hall of Fame invald i International Motorsports Hall of Fame 1990. Efter sin aktiva tid var han radiokommentator vid Champ Car-tävlingar.

## F1-karriär
| Säsong | Stall/Tillverkare | Poäng | Placering |
| ------ | ----------------- | ----- | --------- |
| 1968   | BRM               | 0     | –         |